# 北朝鮮の核実験 (2016年1月)
2016年1月の北朝鮮の核実験（きたちょうせんのかくじっけん）とは、2016年1月6日午前10時(PYT)ころ、朝鮮民主主義人民共和国（北朝鮮）咸鏡北道吉州郡豊渓里付近において行われた地下核実験。北朝鮮が核実験を行ったのは2006年、2009年、2013年に続き4度目となる。北朝鮮は「水素爆弾（水爆）実験である」と主張しており、仮に事実であれば北朝鮮の核実験に水爆が使われたのは初となる。

## 概要
2016年1月6日09時59分54秒（PYT）ころ、日本の気象庁は北緯41度6分 東経129度2分 / 北緯41.100度 東経129.033度（北朝鮮北部）、深さ0kmを震源とするマグニチュード5.1の地震を観測した。2006年、2009年、2013年の核実験時の波形と似ており、核実験の可能性が指摘された。また、大韓民国気象庁は、人工地震とみられるマグニチュード4.3の揺れが観測されたと発表した。
同日12時00分(PYT)から朝鮮中央テレビは、「特別重大報道」と題した報道特別番組を放送し、同局アナウンサーリ・チュニが、水素爆弾の実験を北朝鮮北東部で行ったと発表した。朝鮮中央テレビが「特別重大放送」を行ったのはこの「水素爆弾」の実験の発表が初めてとなる。
北朝鮮政府は「朝鮮労働党の戦略的決定に基づいて、主体105年（2016年）1月6日10時、主体朝鮮の最初の水素爆弾試験が正常に行われた」「我が共和国が断行した水素爆弾実験は、米国を衛戍とする敵対勢力の日々増大する核の脅威と恐喝から、国の自主権と民族の生存権を徹底的に守り、朝鮮半島の平和と地域の安全を頼もしく担保するための自衛的措置である」との声明を発表した。

## 水爆実験への懐疑論
北朝鮮の発表では「水素爆弾の成功」と主張が為されているが、大韓民国国家情報院はこれに懐疑的な見解を示しており、その総合威力はTNT換算約6 - 9キロトンであると示した。
ノルウェーで核実験監視を行っている非営利組織であるNORSARによれば、爆発規模は広島型・長崎型原爆にも及ばず、TNT火薬1万トン規模よりも小さかったとしている。
アメリカも翌1月7日にホワイトハウスの記者会見にて、ホワイトハウス報道官は「（水爆実験を行ったとする）北朝鮮の主張がアメリカのこれまでの分析結果と一致していないこと」を発表し、事実とは異なるという見方を示した。

## 国際社会の反応

### 国際機関
- 国際連合 - 安全保障理事会は当日、非公開会合を開いて北朝鮮を非難する声明を発表し、北朝鮮による再度の核実験阻止に向けた方策や、今回の核実験実施に対する制裁について協議した[14]。

### 各国の反応
- 韓国 - 韓国の大統領府は、6日正午（KST）より、国家安全保障会議を開き、情報収集に努めている[15]。前年9月、国防部のチョ・ボグン国防情報本部長（当時）は「北朝鮮の核実験は最低1カ月前に、長距離ミサイルの発射は1週間前に兆候を把握することができる」と述べていたが、軍は気象庁から通知を受けるまで核実験を把握できなかった[16]。8日、原子力規制委員会は「日本海上空で集めたサンプルからごく微量の放射性キセノンが検出された」と発表したが、「量は中国の原発などから拡散して韓国に流入するものと大差ないレベル。北朝鮮の核実験による放射性キセノンが含まれているかどうかは、さらに2－3日ほど捕集と分析をやる必要がある」と説明した[17]。13日、朴槿恵大統領は米国や国連と連携して「北朝鮮に対して痛みを伴う効果的な制裁」を打ち出すと表明した[18]。朝鮮日報は「北朝鮮は過去にも数々の制裁を受けてきたが屈服しなかった上、核問題解決の責任を中国に押し付けてきたアメリカ、核実験を黙認してきた中国はもう信用できない」として韓国の核武装の必要性を主張した[19][20]。
- 中国 - 中華人民共和国外交部は、「核実験に断固として反対する」と強く反発する声明を出した。報道局の華春瑩は「北朝鮮の大使を呼んで厳正な申し入れを行う」と表明したが、北朝鮮による事前の通知については「中国側は事前には知らなかった」と述べた[21]。
- 日本 - 安倍晋三首相は、6日午後0時50分ごろ(JST)、北朝鮮の「水爆実験」の報に「今回の北朝鮮による核実験の実施は、我が国の安全に対する重大な脅威だ。断じて容認できない。強く非難する」と述べた[22]。 また、安倍晋三首相は菅義偉官房長官に、北朝鮮情報関連の収集を行う「情報連絡室」を、核実験実施情報に関する「官邸対策室」に改組するよう指示し、緊急参集チームが情報収集に当たっている。航空自衛隊は、T-4中等練習機および、C-130輸送機により、核実験により放出される放射能塵、希ガスの収集を目的とした放射能特別調査を実施する[23]。中谷元防衛大臣は、米軍による韓国への戦略爆撃機派遣を支持[24]。自衛隊は実験後航空機による放射性物質の調査を連日行ったが、放射性物質が検出されなかったため14日をもって調査を終了した[25]。また、ひるブラは特別編成で放送を休止し、2月3日に延期した。[26]
- アメリカ合衆国 - 現地時間5日、ホワイトハウスの報道官により、北朝鮮の核実験に係る放射能特別調査の実施について、「事実は確認できていない」という声明が出された[27]。政府当局者は「爆発したのは起爆装置など一部の部品だけだった可能性が高い」と話した[28]。1月10日、韓国にB-52戦略爆撃機を派遣し、同日正午頃、韓国軍の戦闘機と共に烏山市周辺で低空飛行を行った[29]。また、空母ジョン・C・ステニスを東アジアに展開することを決め、同空母は15日（現地時間）にワシントン州の母港を出港した。地元メディアは「7カ月間、西太平洋に配置される」と報じた[30]。20日と21日には計12機のF-22戦闘機が横田基地に飛来。北朝鮮への牽制とみられる。在日米軍司令部は「以前から予定していた訓練が目的で、22日まで滞在する」と説明した。F-16戦闘機も15機ほど飛来したという[31]。
- 中華民国（台湾） - 6日、馬英九総統は関係各所に事態を注視するよう指示を出した[32]。

### 株価の動き
1月6日12時30分に行われた北朝鮮の「水爆実験」実施の報により東アジアの緊張が高まったと判断した売り注文が広がり、日経平均株価は6日以降は大幅安となったほか、世界的に株安が広がっている。日経平均株価の年始1月4日から3日連続で下落したのは1995年（平成7年）以来21年ぶりである。
同日ニューヨーク株式市場でも東京と同様に売りが膨らんでダウ平均株価は250ドル以上の値下がりを見せた。

## 備考
- 核実験直前、北朝鮮の偵察総局が韓国の自動列車制御装置（ATC）部品開発企業のウェブサイトをハッキングし、サイバーテロを行おうとしていた[37]。
- 13日、韓国国防省は「北朝鮮の無人機と思われる正体不明の飛行物体が非武装地帯に接近したため、機関銃で警告射撃を行ったところ、同機は北へ向けて飛び去った」と発表、また、ソウルの他北朝鮮に隣接する韓国の複数の都市で、北朝鮮が配ったとみられる韓国と米国を非難するビラが撒かれているのが見つかった[18]。